# Michaela Rösler
Michaela Rösler (* 30. Dezember 1961 in Murau, Steiermark) ist eine österreichische Politikerin (SPÖ).

## Leben
Nach Besuch der Volksschule in Murau und des Gymnasiums in Tamsweg maturierte Michaela Rösler 1981 an einer Höheren Bundeslehranstalt für wirtschaftliche Berufe. 1982 fand sie Arbeit als Sachbearbeiterin bei der Steiermärkischen Arbeiterkammer.
1990 zog Rösler als Abgeordnete der SPÖ in den Gemeinderat von Murau ein. Diesem gehörte sie bis 1995 an.
Von März 1993 bis Dezember 1996 war sie Mitglied des Bundesrats in Wien.